# ブルカングループ
ブルカングループ（スペル：VULKAN Group）： Vulkan Couplings、Vulkan Drive TechとVulkan Lokring の3つの事業部門からなるドイツの会社。その製品は、カップリング、シフトクラッチ、弾性マウント、および冷媒配管用の接続部品がある。所有者が管理する企業グループは、ルール地方のヘルネに本社を置いています。 現在、同社は51か国以上で事業を展開しており、世界中に19の子会社、50の代理店、5つの生産施設がある。
Hackforth Holding GmbH & Co. KGは2008年から子会社の管理会社です。

## 歴史
1918年の第一次世界大戦の終わりに、ハインリッヒベーレンド社が買収され、会社はドルトムンダーブルカンAGに改名されました。カップリングは、圧延機、クレーン、船、機関車、プレス、ウインチなど、あらゆる種類のトランスミッションに使用されています。Otto Hegemannによって設計された逆転歯車は、船舶用歯車の製造に新しい時代をもたらしました。
機械工場Hackforth & Co.旧ヴァンネ＝アイクルでは、1941年にブルカン社の生産を引き継ぎました。第二次世界大戦は、両社の成功した発展の最初の章を終わらせました。
1945年、ドイツの現在の本社であるHeerstraßeの敷地で再建が始まりました。
会社の新時代は1951年にWaldemar Zadowとのライセンス契約で始まりました。同社は、高弾性カップリングの製造および世界中で販売する独占的権利を取得しました。特許出願中のこのVULKAN EZカップリングの生産を開始しました。1956年にBernhard Hackforthが会社を買収しました。本社はドルトムントからヴァンネ＝アイクルに正式に移転しました。ディーゼルエンジン分野の進歩に合わせて、220kNmのトルクまでフレキシブルカップリングの範囲がさらに開発されました。
1967年、同社はこれまでに製造された中で最大のフレキシブルカップリングを製造しました。
1970年代以降、数多くの子会社が設立されました。個人事業主として運営されていた同社は、有限責任会社に転換され、Vulkan Kupplungs- und Getriebebau Bernhard Hackforth GmbH & Co. KGという名前で取引されました。1978年には多様化が始まりました。Vulkan Lokring Rohrverbindungen GmbH & Co. KGが設立されました。 1977年10月、Bernhard Hackforthは、Vulkan Groupの新会社の管理に専念するために、Vulkan Kupplungs- undGetriebebauの唯一の管理を息子のBernd Hackforthに引き継ぎました。
Vulkanグループの事業は、グローバルな製品範囲を調和させ、マーケティング戦略を最適化するために、2008年に次の3つの事業部門に分割されました：VULKAN Couplings、VULKAN Drive Tech、VULKAN Lokring。2011年から第4世代が責任を引き継ぎます。Sebastian Hackforthがマネージングディレクターになります。Vulkanは、2015年にヘルネの本社に新会社の本社を開設しました。

## 製品とアプリケーション

### 舶用および発電機の用途
Vulkan Couplingsは、舶用および発電機アプリケーションを担当する部門です。その製品の中には、舶用用途および定常発電設備用途の高弾性カップリング、ダンパー、マウント、シャフトがあります。この部門は、推進システムのねじり振動解析、システムのスタートアップ、 保守、および現場検査等のフィールドサービスなどのサービスも提供しています。

### 舶用推進
VULKAN Couplingsはブルカングループで最も強い営業活動を行っている事業セグメントです。ディーゼルメカニックまたはディーゼル電気駆動（メインエンジンと補機エンジンの両方）備えた船は、高弾性カップリングを使用する傾向があり、複合シャフト、弾性マウント、クラッチ、騒音および振動低減サービスも提供します。
同社はまた、システムインテグレーターとしてカスタムソリューションを提供する、いわゆるVULKAN HYBRID ARCHITECTプロジェクトでハイブリッドドライブの統合推進システムのエンジニアリング開発を行っています。これらの製品を搭載する船の例としては、米海軍のスピアヘッド級遠征用高速輸送艦や独立級沿岸海域戦闘艦、Inai Kenanga吸引浚渫船、Esperanza del Mar病院船、 VectRA 3000クラスタグボート用の複合シャフト、 タグボートHerakles、「Ariake」FPSO用のカップリング、 パイオニアスピリットPioneering Spirit用のカップリング、またはEUH2020プログラムのe-ferryプロジェクト用の高弾性カップリング。

### 定常発電設備
陸上用途（弾性あるいは堅固に据え付けられたエンジン）の中には、固定発電所、コンテナおよび非常用発電機、原子力発電所があります... 。
主な製品はフレキシブルマウントエンジン（弾性マウントエンジンを備えたこの構成では、設置の特定の要件に応じてVULKARDAN E、RATO S、またはRATO Rカップリングを使用できます）であり、固定マウントエンジンにはシステムの要件に応じてRATO DG、RATO S、RATO R、およびVULKARDAN Gカップリングを使用できます。

### 産業用ドライブソリューション
インダストリアルドライブソリューション部門はVulkan Drive Techであり、フレキシブルカップリング、リジッドカップリング、インダストリアルクラッチとブレーキ、シャフトシステム、バックストップ、およびインダストリアルアプリケーション用の弾性マウントを製造しています。 これらの製品は、次の主要分野で使用されています。
- 石油およびガスでは、石油およびガスのプロセスチェーンに含まれるすべてのステップのドライブソリューションとして：弾性および高弾性、ねじり剛性のあるカップリング、ファン用ブレーキシステム、ブロワー、クレーンシステム。
- 鉱業では、掘削および洗浄機用のカップリングおよびブレーキシステム、コンベヤーシステム、バケットホイールエクスカベーター、スタッカーおよびリクレーマ、攪拌機およびセパレーター、選別システムおよびミル。
- バルクマテリアルハンドリング、主にEOTガントリークレーンでは、同社は高速および低速シャフト、サービスおよび非常ブレーキ、バックストップ、フリーホイール用のカップリングを提供しています。
- 鉄鋼業界向けでは、主に鋳造およびラミネーション機械、フレキシブルおよびリジッドカップリング、ブレーキおよびバックストップ。[16]
- 水力発電機と風力発電機では通常、高速シャフトローターブレーキを備えています。

### 冷蔵および空調
Vulkan Lokring部門は、冷媒ラインの配管を接続する特許技術を持っています。これらのタイプのユニオンは、ロウ付けフリーで取り外し不可能なチューブジョイントで構成されています。これは、産業用冷凍および空調、冷凍機器、および自動車の空調に使用されます。この技術は、スペースシャトルに搭載するためにNASAによって発明され、特許は後で民間のアプリケーションで使用するために購入されました。